# Tragopa occulta
Tragopa occulta är en insektsart som beskrevs av George Darby Haviland. Tragopa occulta ingår i släktet Tragopa och familjen hornstritar. Inga underarter finns listade i Catalogue of Life.